# Eleccions legislatives austríaques de 2013
Les eleccions legislatives austríaques de 2013 es van celebrar el 29 de setembre de 2013, per renovar els 183 diputats del Consell Nacional, la cambra baixa del parlament d'Àustria, després d'esgotar la legislatura iniciada el 2008. Les eleccions van ser guanyades pel Partit Socialdemòcrata, que juntament amb el Partit Popular van poder renovar el govern, ja que van obtenir la majoria absoluta entre els dos partits.

## Sistema electoral
Els 183 diputats del Consell Nacional són escollits per representació proporcional amb llistes desbloquejades. Cada votant pot donar tres preferències a candidats, una a nivell regional, la segona a nivell d'estat i la darrera a nivell federal. El territori se subdivideix en nou circumscripcions, corresponents als estats d'Àustria i en 39 sub-circumscripcions regionals. El nombre de diputats a escollir a cada circumscripció regional és proporcional a la població. La barrera legal és del 4% a nivell federal, encara que un partit pot obtenir un escó en l'adjudicació d'escons a nivell regional si supera el quocient. Els escons s'adjudiquen en tres nivells i en el següent ordre: a nivell de circumscripció regional, a nivell de circumscripció de l'estat i a nivell federal.
- En cada circumscripció regional es calcula el quocient Hare. Cada partit s'endú tants escons com vegades el nombre de vots del partit superi el quocient. Els escons vacants es reparteixen en les següents fases.
- A nivell de cada estat es realitzen els següents càlculs: els partits que hagin obtingut un 4% a nivell federal reben tants diputats com vegades se superi el quocient Hare calculat a nivell d'estat, menys el nombre d'escons ja assignats en aquell estat durant la fase regional.
- La resta d'escons vacants es reparteixen amb el sistema d'Hondt segons els resultats nacionals. Es pot donar el cas que un partit obtingui més escons que els que donaria el sistema d'Hondt.

## Antecedents
El govern sortint estava format per una gran coalició entre l'SPÖ i l'ÖVP, amb Werner Faymann com a Canciller. De manera semblant a altres països, l'extrema dreta va anar guanyant suport als sondejos d'opinió. A Àustria, les postures d'extrema dreta estan representades pel Partit Liberal d'Àustria (FPÖ) i per l'Aliança pel Futur d'Àustria (BZÖ). Durant la legislatura, i en part, a causa de la mort del líder de la BZÖ, 9 dels 21 diputats d'aquest partit van canviar d'afilicació política, passant tant a l'FPÖ com al Team Stronach, liderat per Frank Stronach, un home de negocis austríac-canadenc contrari a l'euro.
Durant la legislatura prèvia a les eleccions, el Partit Socialdemòcrata (SPÖ) i el Partit Popular (ÖVP) van proposar una reducció del nombre de diputats, però finalment aquesta mesura no va prosperar.

## Candidatures
Els partits que es van presentar a les eleccions van ser:
- Partit Socialdemòcrata d'Àustria (SPÖ)
- Partit Popular d'Àustria (ÖVP)
- Partit Liberal d'Àustria (FPÖ)
- Els Verds (GRÜNE)
- Aliança pel Futur d'Àustria (BZÖ)
- NEOS – La Nova Àustria i Fòrum Liberal (NEOS)
- Partit Comunista d'Àustria (KPÖ)
- Partit Pirata d'Àustria (PIRAT)
- Partit Cristià d'Àustria (CPÖ)
- El Canvi (Der Wandel)
- Partit Socialista d'Esquerra (SLP)
- Partit de sortida d'Àustria de la Unió Europea (EUAUS)
- Partit dels Homes d'Àustria (M)

## Resultat
|                                                                               |                                                        |           |       |       |        |     |
| Partit                                                                        | Partit                                                 | Vots      | %     | +/–   | Escons | +/– |
|                                                                               | Partit Socialdemòcrata d'Àustria (SPÖ)                 | 1.258.605 | 26,82 | −2.44 | 52     | −5  |
|                                                                               | Partit Popular d'Àustria (ÖVP)                         | 1.125.876 | 23,99 | −1.99 | 47     | −4  |
|                                                                               | Partit Liberal d'Àustria (FPÖ)                         | 962.313   | 20,51 | +2,97 | 40     | +6  |
|                                                                               | Els Verds (GRÜNE)                                      | 582.657   | 12,42 | +1,99 | 24     | +4  |
|                                                                               | Team Stronach                                          | 268.679   | 5,73  | Nou   | 11     | Nou |
|                                                                               | NEOS – La Nova Àustria i Fòrum Liberal (NEOS)          | 232.946   | 4,96  | Nou   | 9      | Nou |
|                                                                               | Aliança per al Futur d'Àustria (BZÖ)                   | 165.746   | 3,53  | –7.17 | 0      | –21 |
|                                                                               | Partit Comunista d'Àustria (KPÖ)                       | 48.175    | 1,03  | +0,27 | 0      | ±0  |
|                                                                               | Partit Pirata d'Àustria (PIRAT)                        | 36.265    | 0,77  | Nou   | 0      | Nou |
|                                                                               | Partit Cristià d'Àustria (CPÖ)                         | 6.647     | 0,14  | –0.50 | 0      | ±0  |
|                                                                               | El Canvi (Der Wandel)                                  | 3.051     | 0,07  | Nou   | 0      | Nou |
|                                                                               | Partit Socialista d'Esquerra (SLP)                     | 0.947     | 0,02  | Nou   | 0      | Nou |
|                                                                               | Partit de sortida d'Àustria de la Unió Europea (EUAUS) | 0.510     | 0,01  | Nou   | 0      | Nou |
|                                                                               | Partit dels Homes d'Àustria (M)                        | 0.490     | 0,01  | Nou   | 0      | Nou |
| Vots en blanc i nuls                                                          | Vots en blanc i nuls                                   | 89.503    | —     | —     | —      | —   |
| Total                                                                         | Total                                                  | 4.782.410 | 100   | —     | 183    | ±0  |
| Cens/participació                                                             | Cens/participació                                      | 6.384.308 | 74,91 | –3.90 | —      | —   |
| Font: Ministeri de l'Interior d'Àustria Arxivat 2015-04-12 a Wayback Machine. |                                                        |           |       |       |        |     |

Els dos partits de govern van patir una davallada de suport, fent que tant l'SPÖ com l'ÖVP obtinguessin els pitjors resultats de la història. Els vots van virar majoritàriament a partits de dreta, encara que els Verds també van aconseguir millorar els resultats. La pujada de l'FPÖ i l'irrupció del Team Stronach es va percebre com un bon resultat tant de l'extrema dreta com de l'euroescepticisme. El partit liberal NEOS també va irrompre al Consell Nacional. A Caríntia, feu de la BZÖ, el transvasament de vots d'aquest partit va anar a parar cap a l'FPÖ, fent que la BZÖ quedés cinquena i l'SPÖ guanyés en aquest estat.
A Estíria, el Partit Liberal va avançar als socialdemòcrates. A la resta d'estats no hi va haver canvis de posicions entre els partits més votats.

## Formació de govern
La gran coalició entre l'SPÖ i l'FPÖ va mantenir la majoria absoluta. Si bé en un primer moment cap dels dos partits eren partidaris de renovar la coalició, el 14 d'octubre van començar les negociacions entre aquests dos partits i el 16 de desembre es va formar el segon govern de Werner Faymann, amb una gran coalició entre els socialdemòcrates i els populars.